# 宮武美桜
宮武 美桜（みやたけ みお、1996年5月11日 - ）は、日本の元女優。鹿児島県桜島出身。2016年10月までスウィートパワーに所属していた。妹は、同じく元女優の宮武祭。

## 略歴
- 2008年に地元の鹿児島でスカウトされ[2]、デビュー。同年、ドラマ及び映画『赤い糸』では、南沢奈央演じる竹宮芽衣の幼少時代を演じた。
- 2009年から2014年まではbump.yのメンバーとしても活動していた。
- 2016年10月、スウィートパワーから公式プロフィールが削除される。その後の活動は確認されていない。2024年1月10日にはTSUBURAYA IMAGINATIONにて配信された『IMAGINATION MONTHLY ONLINE LIVE〜尊哉の部屋〜第24回』に出演した根岸拓哉によって2024年現在での健在が言及されている[3]。

## 出演
- 主演のものは太字で表示

### テレビドラマ
- 東京少女 桜庭ななみ 第3話（2008年6月21日、BS-i） - さば 役
- ラストメール 第1・10話（2008年10月16日・11月20日、BS朝日） - 牧野梨恵 役
- 男装の麗人〜川島芳子の生涯〜（2008年12月6日、テレビ朝日） - 川島廉子（廉絽 / 9歳） 役
- 赤い糸 第1話 - 第6話（2008年12月6日 - 2009年1月24日、フジテレビ） - 竹宮芽衣（幼少期） 役
- 少女たちの日記帳 ヒロシマ 昭和20年4月6日〜8月6日（2009年8月2日、NHK BS-hi） - 森脇遥子 役
- やまない雨はない（2010年3月6日、テレビ朝日）
- わが家の歴史（2010年4月9日 - 11日、フジテレビ） - 八女波子（幼少期） 役
- 悪党〜重犯罪捜査班（2011年1月21日 - 3月25日、朝日放送 / テレビ朝日） - 富樫のぞみ 役
- 故郷〜娘の旅立ち〜（2011年7月5日、フジテレビ） - 佐伯梢（少女期） 役
- ボクら星屑のダンス（2011年10月6日、テレビ東京） - 浅井理美 役
- 連続テレビ小説 梅ちゃん先生 第73話 - 最終話（2012年6月25日 - 9月29日、NHK） - 三上千恵子 役
  - 梅ちゃん先生〜結婚できない男と女スペシャル〜（2012年10月13日・20日、NHK BSプレミアム）
- Piece（2012年10月6日 - 12月29日、日本テレビ） - 三輪恭子 役
- あぽやん〜走る国際空港（2013年1月17日 - 3月21日、TBS） - 森尾千秋 役
- ぱじ〜ジイジと孫娘の愛情物語（2013年3月27日、テレビ東京） - 青木よもぎ 役
- スペシャリスト（2013年5月18日、テレビ朝日） - 姉小路茜 役
  - スペシャリスト2（2014年3月8日）
  - スペシャリスト3（2015年2月28日）
  - スペシャリスト4（2015年12月12日）
- 新ウルトラマン列伝 第1話（2013年7月3日、テレビ東京） - 石動美鈴 役
- ウルトラマンギンガ（2013年7月10日 - 12月18日、テレビ東京） - 石動美鈴 役
- 救命病棟24時 第5シリーズ 第4話（2013年7月30日、フジテレビ） - 小松原優花 役
- GTO（2014年7月8日 - 9月16日、関西テレビ） - 水田智美 役[4]
- 吉原裏同心 第5話（2014年7月24日、NHK） - おけい 役
- ウルトラマンギンガS 第9・最終話（2014年11月4日・12月23日、テレビ東京） - 石動美鈴 役[5]
- セカンド・ラブ（2015年2月6日 - 3月20日、テレビ朝日） - 丸山かなえ 役
- ヤメゴク〜ヤクザやめて頂きます〜（2015年4月16日 - 6月18日、TBS） - 永光さくら 役
- 紅雲町珈琲屋こよみ（2015年4月29日、NHK）
- 松本清張ミステリー時代劇 第4話「左の腕」（2015年5月12日、BSジャパン） - おあき 役
- まんまこと〜麻之助裁定帳〜 第6話（2015年8月27日、NHK） - おせん 役
- 必殺仕事人2015（2015年11月29日、朝日放送 / テレビ朝日） - みさと 役

### 映画
- 赤い糸（2008年12月20日、松竹） - 竹宮芽衣（幼少期） 役
- ナットのスペースアドベンチャー3D（2009年3月28日、ティ・ジョイ / さらい） - 幼虫（吹替） 役
- 女の子ものがたり（2009年8月29日、IMJエンタテインメント / エイベックス・エンタテインメント） - みさの妹 役
- TAJOMARU（2009年9月12日、ワーナー・ブラザース映画） - 阿古姫（幼少期） 役
- カムイ外伝（2009年9月19日、松竹）
- 矢島美容室 THE MOVIE 〜夢をつかまネバダ〜（2010年4月29日、松竹） - アン 役
- ジョーカーゲーム 脱出（2013年8月17日、AMGエンタテインメント） - 小島理恵 役
- ウルトラマンギンガ 劇場スペシャル（2013年9月7日、松竹） - 石動美鈴 役
  - ウルトラマンギンガ 劇場スペシャル ウルトラ怪獣☆ヒーロー大乱戦!（2014年3月15日）

### バラエティー
- ビットワールド（2009年2月27日 - 2016年3月、NHK教育） - ミオ / ダーティマカロン役[6]
- 音楽特集〜宮武姉妹（2010年8月17日 - 12月25日、エンタ!371 / PigooHD / エンタ!371オンデマンド）
- 宮武姉妹の冒険（2010年9月3日 - 2011年2月2日、エンタ!371 / PigooHD / エンタ!371オンデマンド）

### 舞台
- SAMURAI 7（2008年11月14日 - 24日、新宿コマ劇場） - 小町 役
- エブリ リトル シング'09（2009年8月10日 - 16日、天王洲銀河劇場） - ユキ 役
- 恋ばば 十四歳!（2010年8月4日 - 8日、シアターグリーン） - 主演・汐原静江 / 雨宮しずく 役
- GIRLS PRISON OPERA（2012年6月27日 - 7月1日、中野テアトルBONBON） - 主演・樋渡那々 役
- 路地裏の優しい猫（2012年8月11日 - 26日、大阪市立芸術創造館 / 中野ザ・ポケット） - 主演・ハルコ 役
- 心は孤独なアトム（2014年2月5日 - 9日、シアターグリーン） - 主演・アヤコ 役

### CM
- ベネッセコーポレーション 進研ゼミ高校講座（2013年11月 - 2014年2月）
- NTT docomo d fashion（2013年11月 - 2014年11月）
- 三井ダイレクト損害保険（2014年7月 - 2015年）[7]

### 写真集
- 初写真集シリーズ つぼみ4（2012年7月19日、マガジンハウス）共演:宮武祭 ISBN  978-4838724529